# روي جوردن
روي جوردن (بالإنجليزية: Roy Jordan)‏ (17 أبريل 1978 ببليموث في المملكة المتحدة - ) هو لاعب كرة قدم بريطاني في مركز جناح ‏. لعب مع نادي هيرفورد ونيوبورت كونتي ونادي ميرثير تيدفيل ‏ وتيلفورد يونايتد ونادي ووستر سيتي ونادي غلوستر سيتي وKington Town F.C. ‏ وHereford Pegasus F.C. ‏ وWestfields F.C. ‏.